# Родман, Давид
Давид Родман (словен. David Rodman, родился 10 сентября 1983 в Есенице) — словенский хоккеист, центральный нападающий, позднее тренер. Брат Марселя Родмана, также хоккеиста.

## Карьера

### Клубная
Вместе со своим братом Марселем Давид начинал карьеру в клубе «Акрони Есенице», став одной из восходящих звёзд словенского хоккея времён начала нового тысячелетия. В 2001 году он выехал за океан, проведя два сезона в Квебекской молодёжной хоккейной лиге в составе «Валь-д'Ор Форёр», где за второй сезон набрал 70 очков и стал одним из рекордсменов клуба. В 2003 году он приехал в Австрию выступать за «Линц», однако отсутствие игровой практики не позволило ему стать лидером команды: он набрал всего три очка.
В 2004 году Давид вернулся в родной «Акрони Есенице», с которым дважды выиграл чемпионаты Словении в 2005 и 2006 годах, а затем дебютировал в Австрийской хоккейной лиге (тогда Эрсте Банк Лига), поскольку в Словенской лиге команда не развивалась, несмотря на успехи. Вместе со своим братом Марселем и американцем Аароном Фоксом Давид составил тройку нападения клуба, которая стала одной из успешнейших в Австрийской лиге. Однако в матчах плей-офф клуб потерпел неудачу, набрав только одно очко во всех встречах. В следующем сезоне трио играло за «Виенна Кэпиталз», и столичная команда дошла до полуфинала, выбыв после серии против «Ред Булл». Марсель и Давид вернулись снова в родной клуб, который уже претерпевал финансовые трудности, вследствие чего им снова пришлось возвращаться в Вену. В июне 2011 года Давид приехал в Швецию, где играл за «Оскарсхамн» во второй лиге Хоккейаллсвенскан. Летом 2012 года он присоединился к «Битигхайм Стилерз» из Второй Бундеслиги Германии, но через год вернулся в «Оскарсхамн».

### В сборной
Давид со сборной Словении до 18 лет добился победы во Втором дивизионе юношеского чемпионата мира 2001 году, аналогичный успех он повторил с командой до 20 лет в том же году, с которой ещё выступал в Первом дивизионе в 2002 и 2003 годах. В основной сборной он играл в Первом дивизионе в 2007, 2009, 2010, 2012 и 2014 годах, в Высшем дивизионе — в 2005, 2006, 2008, 2011 и 2013 годах. Выступал на Олимпийских играх 2014 года.

## Достижения

### Клубные
- Чемпион Словении: 2005, 2006, 2009
- Победитель Кубка Германии: 2013
- Лучший распасовщик чемпионата Словении: 2006

### В сборной
- Победитель Первого дивизиона чемпионата мира: 2007, 2010, 2012, 2014
- Победитель Второго дивизиона чемпионата мира U20: 2001
- Победитель Второго дивизиона чемпионата мира U18: 2001